# O&K K40
Der O&K K40 ist ein Großmuldenkipper des deutschen Herstellers O&K, der bis 1999 in Serie produziert wurde. Er ist für die Beförderung großer Abraummengen in tiefen Tagebauen und Großbaustellen mit schwierigen Bedingungen konzipiert. Das Fahrzeug wurde von Faun in den 1960er-Jahren entwickelt und 1968 vorgestellt. Nach der Übernahme der Faun-Werke durch den Maschinenbauer „Orenstein & Koppel“ im Jahr 1985, wurde die Produktion weitergeführt, allerdings mit der Markenbezeichnung O&K K40.

## Technik
Der K40 wird von einem V12-Deutz-Dieselmotor mit einem Hubraum von 19.144 cm³ angetrieben, der eine Leistung von 480 PS (353 kW) bei 2300/min erbringt. Das maximale Drehmoment beträgt 1755 Nm bei 1500/min.
Das gemäß den Sicherheitsbestimmungen  gegen herabfallende Gegenstände (Falling Object Protection Structure, FOPS) gesicherte Fahrerhaus ist links hinter der Motorhaube angebracht und kann über eine Treppe vorn am Fahrzeug erreicht werden. Die Kippmulde fasst maximal 25 m³ und kann mit zwei Hydraulikzylindern aus der Waagerechten in die Kippstellung gebracht werden. Die maximale Nutzlast beträgt 38 Tonnen, die Leermasse des K40 gibt der Hersteller mit 25,6 Tonnen an, was eine zulässige Gesamtmasse von 63,6 Tonnen ergibt.